# Улрих Рајх
Улрих Рајх (10. мај 1951) бивши је немачки атлетичар специјалиста за трчање на 400 метара. Комплетну каријеру провео је као је представник Западне Немачке.
Као јуниор (У-20) освојио је сребрну медаљу на свом првом међународном такмичењу Европском јуниорском првенству 1970. у Паризу, иза Питера Бивена из Уједињеног Краљевства.
Као сениор на Европском првенству у дворани 1972. у Греноблу Рајх је освојио две сребрне медаље на 400 метара (победник његов земљак Георг Никлес) и штафети 4 × 2 круга (у саставу Петар Бернрајтер, Ролф Крисман, Георг Никлес и Рајх). Следеће године у Ротердаму поново осваја сребрну медаљу са штафетом 4 × 2 круга у новом саставу Фалко Гајгер, Карл Хајнц, Рајх и Херман Келер.
На првенствима Западне Немачке 1970, и 1972. као члан клупске штафете АК Бајер 04 Леверкузен 4 х 400 метара  освајао је прва места У дисциплини трка на 400 м други је 1972., са штафетом 4 х 400 м у дворани победио је исте године